# Vero (Córsega do Sul)
Vero é uma comuna francesa na região administrativa de Córsega, no departamento de Córsega do Sul. Estende-se por uma área de 23,39 km². 